# Wimbledon Championships 2025
Die 138. Wimbledon Championships waren das dritte von vier Grand-Slam-Turnieren der Saison, den am höchsten dotierten Tennisturnieren. Sie fanden vom 30. Juni bis 13. Juli 2025 in London statt. Ausrichter war der All England Lawn Tennis and Croquet Club. Die Qualifikationswettbewerbe fanden im Sports Centre im Londoner Stadtteil Roehampton vom 23. bis 26. Juni 2025 statt.
Titelverteidiger im Einzel waren Carlos Alcaraz bei den Herren, der bereits zweimal in Folge gewonnen hatte, sowie Barbora Krejčíková bei den Damen. Im Doppel waren Harri Heliövaara und Henry Patten bei den Herren, Kateřina Siniaková und Taylor Townsend bei den Damen sowie Jan Zieliński und Hsieh Su-wei im Mixed die Titelverteidiger.
2025 siegten Jannik Sinner als erster Italiener im Herreneinzel und Iga Świątek als erste Polin im Dameneinzel das Turnier. Julian Cash und Lloyd Glasspool gewannen als erstes rein britische Doppelteam seit 89 Jahren im Herrendoppel. Im Damendoppel war Weronika Kudermetowa mit der Belgierin Elise Mertens erfolgreich; im Mixed der Niederländer Sem Verbeek mit der Tschechin Kateřina Siniaková.
Bei den Championships 2025 wurden 746 Matche mit insgesamt 1.250 Stunden Tennis gespielt. Während der Championships wurden 6.365 Asse geschlagen.

## Electronic Line Calling

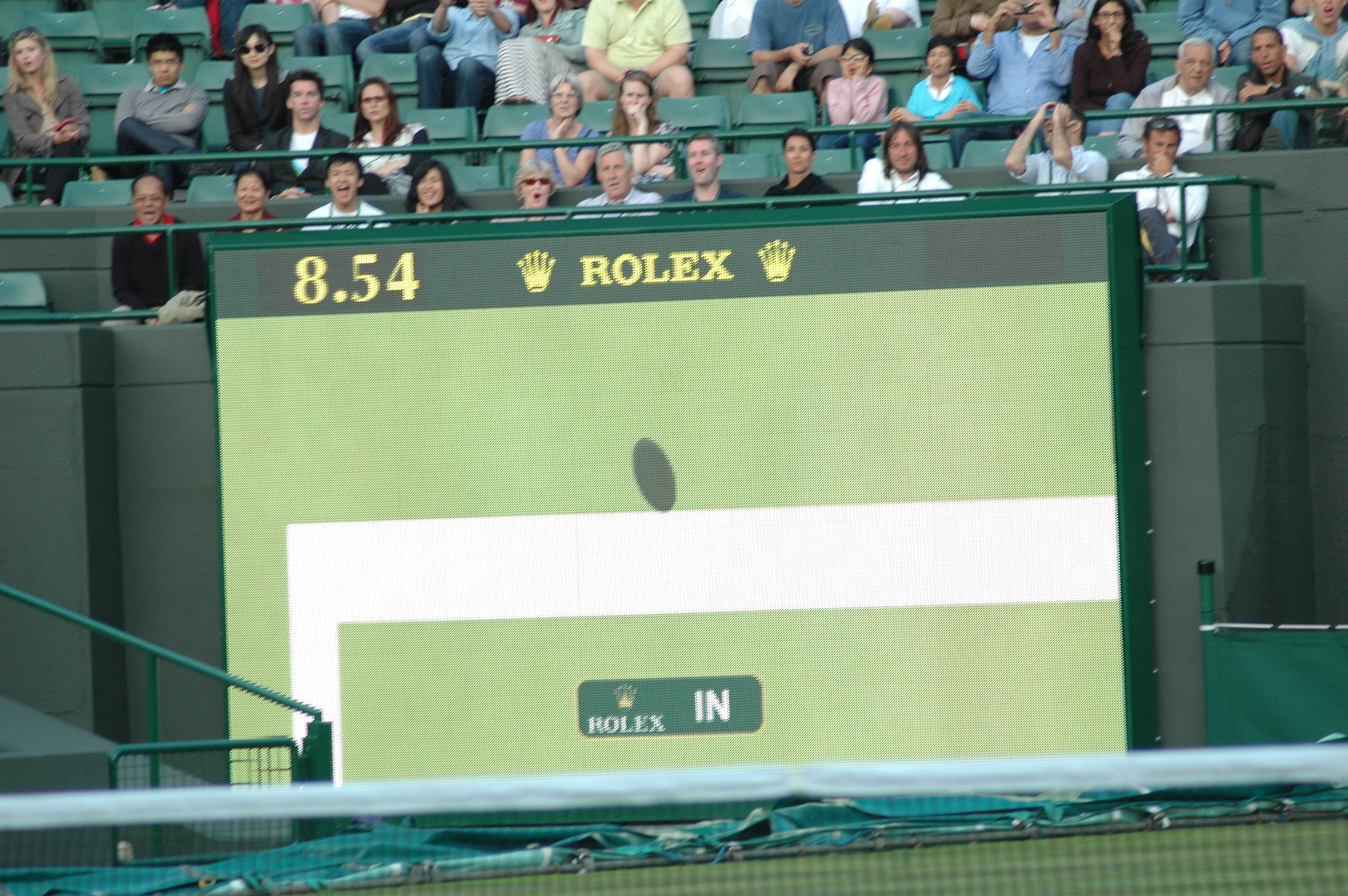
Hawk-Eye-Entscheidung in Wimbledon

2025 entschied in Wimbledon erstmals das Hawk-Eye-System im Rahmen des „Electronic Line Calling“ (ELC) automatisch darüber, ob ein Ball im Feld oder im Aus war – damit entfiel der Einsatz von Linienrichtern vollständig. Insgesamt wurden hierfür 450 Hochgeschwindigkeitskameras auf allen Plätzen installiert, wobei jede Kamera 340 Bilder pro Sekunde aufnehmen konnte. Vor Beginn des Turniers wurde das System justiert und getestet. Hierzu wurden etwa 250 Tennisbälle systematisch auf jedem Tennisplatz verteilt. Schon ab 2007 wurde das System in Wimbledon eingesetzt. Bis 2024 hatte jeder Spieler dreimal das Recht, eine Entscheidung durch das System überprüfen zu lassen.

## Berichterstattung
2025 übertrug Prime Video die Wimbledon Championships zum zweiten Mal live im TV und Livestream (89,99 €/Jahr), sowohl in Deutschland, als auch in Österreich. Der Streamingdienst löste im vergangenen Jahr Sky ab, das viele Jahre alle Matches von Wimbledon gezeigt hatte. Mit einem 30-tägigen Probe-Abonnement ließ sich das Turnier kostenlos im TV und im Livestream anschauen. Die Matches wurden von Jonas Friedrich und Marcel Meinert kommentiert. Katharina Kleinfeldt und Alexander Schlüter waren die Moderatoren. In der Schweiz übertrugen SRF, RTS und RSI. Insgesamt wurde das Turnier weltweit in 220 Länder übertragen. Wimbledon Broadcast Services (WBS) übernahm 2018 die technische Einrichtung und bietet seitdem Mehrkamera-Übertragungen aller 18 Championship-Courts in HDR, wobei der Centre Court und der Court Nr. 1 zusätzlich in UHD übertragen werden. Hierfür wurden 165 Fernsehkameras und 200 Mikrophone installiert. Im Durchschnitt waren über 80 Reporter aus den Bereichen Fernsehen, Nachrichten, Radio und Podcasts vor Ort. Allein auf dem Centre Court wurden 120 Kommentatorenplätze eingerichtet.

## Turnierplan
Die Qualifikation fand im 4,2 km entfernten Community Sport Centre Roehampton auf 16 weiteren Rasenplätzen statt. Zusätzlich standen acht Rasenplätze zum Training zur Verfügung. Die tägliche Zuschauerkapazität bei den Qualifikationen betrug 3.500 Zuschauerplätze, davon 1.624 Sitzplätze. An den meisten Plätzen befanden sich ausschließlich Stehplätze, außer an folgenden Courts:
- Show Court 1 – Kapazität 808 Sitzplätze zuzüglich acht Rollstuhlplätze
- Court Nr. 2 – Kapazität 552 Sitzplätze
- Court Nr. 3 – Kapazität 132 Sitzplätze
- Court Nr. 5 – Kapazität 132 Sitzplätze

Nach den Qualifikationsrunden fand am 27. Juni 2025 die Auslosung statt. Grundlage für die Nominierung war der Stand der Weltrangliste vom 19. Mai 2025.
| Tag          | Turnier |
| ------------ | --- |
| Mo. 23. Juni | Qualifikation 1. Runde |
| Di. 24. Juni | Qualifikation 1. Runde |
| Mi. 25. Juni | Qualifikation 2. Runde |
| Do. 26. Juni | Qualifikation 3. Runde |
| Fr. 27. Juni | Auslosung |
| Mo. 30. Juni | Herren- und Damen-Einzel 1. Runde |
| Di. 1. Juli  | Herren- und Damen-Einzel 1. Runde |
| Mi. 2. Juli  | Herren- und Damen-Einzel 2. Runde Herren- und Damen-Doppel 1. Runde |
| Do. 3. Juli  | Herren- und Damen-Einzel 2. Runde Herren- und Damen-Doppel 1. Runde Junioren-/Juniorinnen-Qualifikation 1. Runde |
| Fr. 4. Juli  | Herren- und Damen-Einzel 3. Runde Herren- und Damen-Doppel 2. Runde Mixed 1. Runde Junioren-/Juniorinnen-Qualifikation 2. Runde |
| Sa. 5. Juli  | Herren- und Damen-Einzel 3. Runde Herren- und Damen-Doppel 2. Runde Mixed 1. Runde Junioren-/Juniorinnen-Einzel 1. Runde |
| So. 6. Juli  | Herren- und Damen-Einzel Achtelfinale Herren- und Damen-Doppel 3. Runde Mixed 2. Runde Junioren-/Juniorinnen-Einzel 1. Runde |
| Mo. 7. Juli  | Herren- und Damen-Einzel Achtelfinale Herren- und Damen-Doppel 3. Runde Mixed Viertelfinale Junioren-/Juniorinnen-Einzel 2. Runde Junioren-Doppel 1. Runde |
| Di. 8. Juli  | Herren- und Damen-Einzel Achtelfinale Herren- und Damen-Doppel Viertelfinale Mixed Halbfinale Herren-/ Damen-Rollstuhl-Einzel 1. Runde Junioren-/Juniorinnen-Einzel 2. Runde Juniorinnen-Doppel 1. Runde Einladungs-Doppel (Herren, Damen, Mixed)                         |
| Mi. 9. Juli  | Herren- und Damen-Einzel Achtelfinale Herren- und Damen-Doppel Viertelfinale Quad-Einzel Viertelfinale Herren-/ Damen-Rollstuhl-Einzel Viertelfinale Junioren-/Juniorinnen-Einzel 3. Runde Junioren-/Juniorinnen-Doppel 2. Runde Einladungs-Doppel (Herren, Damen, Mixed) |

| Tag          | Turnier |
| ------------ | --- |
| Do. 10. Juli | Herren- und Damen-Einzel Halbfinale Herren- und Damen-Doppel Halbfinale Mixed Finale Herren-/ Damen-Rollstuhl-Einzel Viertelfinale Quad-Doppel Herren, Damen Viertelfinale Junioren-/Juniorinnen-Einzel Viertelfinale Junioren-/Juniorinnen-Doppel Viertelfinale Junioren-/Juniorinnen-Einzel Einladungs-Doppel (Herren, Damen, Mixed) |
| Fr. 11. Juli | Herren-Einzel Halbfinale Damen-Doppel Halbfinale Quad-Doppel Herren, Damen Halbfinale Junioren-/Juniorinnen-Einzel Halbfinale Junioren-/Juniorinnen-Doppel Halbfinale Jungen-/Mädchen-Einzel U14 Einladungs-Doppel (Herren, Damen, Mixed)                                                                                              |
| Sa. 12. Juli | Herren-Doppel Finale Damen-Einzel Finale Damen-Einzel-Rollstuhl Finale Quad-Doppel Herren, Damen Finale Juniorinnen-Einzel Finale Juniorinnen-Doppel Finale Junioren-Doppel Finale Junioren-/Juniorinnen-Einzel Halbfinale Einladungs-Doppel (Herren, Damen, Mixed)                                                                    |
| So. 13, Juli | Damen-Doppel Finale Herren-Einzel Finale Herren-/Quad-Einzel Finale Damen-Doppel-Rollstuhl Finale Junioren-Einzel Finale Jungen-/Mädchen-Einzel U14 Finale Einladungs-Doppel (Herren, Damen, Mixed) |

Die Vorjahressieger im Einzel, Carlos Alcaraz und Barbora Krejčíková, eröffnen das Turnier traditionell auf dem Centre Court. Alcaraz spielte gegen Fabio Fognini, Krejčíková gegen Alexandra Eala.
Die Einzelfinals der Damen und Herren, die am zweiten Samstag und Sonntag ausgetragen wurden, begannen um 16:00 Uhr (Ortszeit) statt wie gewohnt um 14:00 Uhr, demnach Beginn um 17:00 Uhr MESZ. Beide Finals wurden nun als letzte Spiele des Tages angesetzt. Die Organisatoren erklärten, diese Anpassungen zielen darauf ab, die Zuschauerzahlen in Nord- und Südamerika zu erhöhen. Der Beginn war dadurch für die dortigen Fernsehzuschauer je nach Zeitzone zwischen 6:00 Uhr und 11:00 Uhr vormittags.
Traditionell war eigentlich der erste Sonntag nach Turnierbeginn spielfrei. Man wollte damit dem Rasen eine Erholungspause gönnen. Auf Grund neuer Techniken der Rasenpflege verzichtet man nunmehr darauf, weshalb auch am ersten Sonntag gespielt wurde.
Auf Grund der ungewöhnlich hohen Temperaturen wurden am ersten Spieltag 142 mit Eiswürfeln gefüllte Handtücher für die Spieler vorgehalten. Die Zahl wurde später auf 450 erhöht.

## Preisgeld
Das Gesamtpreisgeld betrug 53,5 Millionen Pfund (62,6 Millionen Euro), was einen Anstieg um 7 % zum Vorjahr bedeutete. Das Preisgeld für die Einzelwettbewerbe stieg um insgesamt 8 %, für die Sieger im Einzel um 11,1 %. Im Rollstuhltennis und den Quadwettbewerben wurde das gesamte Preisgeld um 5,6 % auf 1.056.000 Pfund (1.240.000 Euro) erhöht.
| Profitennis     | Profitennis | Profitennis | Profitennis |
| Erreichte Runde | Einzel      | Doppel*     | Mixed*      |
| --------------- | ----------- | ----------- | ----------- |
| Sieg            | 3.000.000 £ | 680.000 £   | 135.000 £   |
| Finale          | 1.520.000 £ | 345.000 £   | 68.000 £    |
| Halbfinale      | 775.000 £   | 174.000 £   | 34.000 £    |
| Viertelfinale   | 400.000 £   | 87.500 £    | 17.500 £    |
| Achtelfinale    | 240.000 £   | 43.750 £    | 9.000 £     |
| Dritte Runde    | 152.000 £   | –           | –           |
| Zweite Runde    | 99.000 £    | 26.000 £    | –           |
| Erste Runde     | 66.000 £    | 16.500 £    | 4.500 £     |
| Q3              | 41.500 £    | –           | –           |
| Q2              | 26.000 £    | –           | –           |
| Q1              | 15.500 £    | –           | –           |

| Rollstuhltennis | Rollstuhltennis | Rollstuhltennis |
| Erreichte Runde | Einzel          | Doppel*         |
| --------------- | --------------- | --------------- |
| Sieg            | 68.000 £        | 30.000 £        |
| Finale          | 36.000 £        | 15.000 £        |
| Halbfinale      | 24.000 £        | 9.000 £         |
| Viertelfinale   | 16.250 £        | 5.500 £         |
| Erste Runde     | 10.750 £        | –               |
| Quadwettbewerbe |                 |                 |
| Erreichte Runde | Einzel          | Doppel*         |
| Sieg            | 68.000 £        | 30.000 £        |
| Finale          | 36.000 £        | 15.000 £        |
| Halbfinale      | 24.000 £        | 9.000 £         |
| Viertelfinale   | 16.250 £        | –               |

## Weltranglistenpunkte
Die Punkte für die erfolgreiche Qualifikation erhielt man jeweils zusätzlich zu den Punkten in der Hauptrunde.
| Hauptfeld    | Hauptfeld | Hauptfeld | Hauptfeld  | Hauptfeld     | Hauptfeld    | Hauptfeld    | Hauptfeld    | Hauptfeld     | Hauptfeld     | Hauptfeld              | Hauptfeld              | Hauptfeld              |
| ------------ | --------- | --------- | ---------- | ------------- | ------------ | ------------ | ------------ | ------------- | ------------- | ---------------------- | ---------------------- | ---------------------- |
| Event        | Sieger    | Finale    | Halbfinale | Viertelfinale | Achtelfinale | Runde der 32 | Runde der 64 | Runde der 128 | Qualifikation | Qualifikation 3. Runde | Qualifikation 2. Runde | Qualifikation 1. Runde |
| Herreneinzel | 2000      | 1300      | 800        | 400           | 200          | 100          | 50           | 10            | 30            | 16                     | 08                     | 0                      |
| Herrendoppel | 2000      | 1200      | 720        | 360           | 180          | 090          | 0            |               |               |                        |                        |                        |
| Dameneinzel  | 2000      | 1300      | 780        | 430           | 240          | 130          | 70           | 10            | 40            | 30                     | 20                     | 2                      |
| Damendoppel  | 2000      | 1300      | 780        | 430           | 240          | 130          | 10           |               |               |                        |                        |                        |

| Junioren           | Junioren | Junioren | Junioren   | Junioren      | Junioren     | Junioren     | Junioren    | Junioren      |
| ------------------ | -------- | -------- | ---------- | ------------- | ------------ | ------------ | ----------- | ------------- |
| Event              | Sieger   | Finale   | Halbfinale | Viertelfinale | Achtelfinale | Runde der 32 | Qualifikant | Qualifikation |
| Junioren-Einzel    | 375      | 270      | 180        | 120           | 75           | 30           | 25          | 20            |
| Juniorinnen-Einzel | 375      | 270      | 180        | 120           | 75           | 30           | 25          | 20            |
| Junioren-Doppel    | 270      | 180      | 120        | 75            | 45           |              |             |               |
| Juniorinnen-Doppel | 270      | 180      | 120        | 75            | 45           |              |             |               |

| Rollstuhltennis/Quad | Rollstuhltennis/Quad | Rollstuhltennis/Quad | Rollstuhltennis/Quad | Rollstuhltennis/Quad |
| -------------------- | -------------------- | -------------------- | -------------------- | -------------------- |
| Event                | Sieger               | Finale               | Halbfinale           | Viertelfinale        |
| Einzel               | 800                  | 500                  | 375                  | 100                  |
| Doppel               | 800                  | 500                  | 100                  |                      |
| Quad Einzel          | 800                  | 500                  | 100                  |                      |
| Quad Doppel          | 800                  | 100                  |                      |                      |

| Junioren-Rollstuhltennis | Junioren-Rollstuhltennis | Junioren-Rollstuhltennis | Junioren-Rollstuhltennis | Junioren-Rollstuhltennis | Junioren-Rollstuhltennis |
| ------------------------ | ------------------------ | ------------------------ | ------------------------ | ------------------------ | ------------------------ |
| Event                    | Sieger                   | Finale                   | Halbfinale               | Viertelfinale            | Achtelfinale             |
| Junioreneinzel           | 40                       | 30                       | 23                       | 12                       | 2                        |
| Juniorinneneinzel        | 40                       | 30                       | 15                       | 2                        |                          |

## Herreneinzel
Setzliste
In den ersten beiden Runden schieden bereits 20 der 32 gesetzten Spieler aus.
| Nr. | Spieler             | Erreichte Runde |
| --- | ------------------- | --------------- |
| 01. | Jannik Sinner       | Sieg            |
| 02. | Carlos Alcaraz      | Finale          |
| 03. | Alexander Zverev    | 1. Runde        |
| 04. | Jack Draper         | 2. Runde        |
| 05. | Taylor Fritz        | Halbfinale      |
| 06. | Novak Đoković       | Halbfinale      |
| 07. | Lorenzo Musetti     | 1. Runde        |
| 08. | Holger Rune         | 1. Runde        |
| 09. | Daniil Medwedew     | 1. Runde        |
| 10. | Ben Shelton         | Viertelfinale   |
| 11. | Alex de Minaur      | Achtelfinale    |
| 12. | Frances Tiafoe      | 2. Runde        |
| 13. | Tommy Paul          | 2. Runde        |
| 14. | Andrei Rubljow      | Achtelfinale    |
| 15. | Jakub Menšík        | 3. Runde        |
| 16. | Francisco Cerúndolo | 1. Runde        |

| Nr. | Spieler                     | Erreichte Runde |
| --- | --------------------------- | --------------- |
| 17. | Karen Chatschanow           | Viertelfinale   |
| 18. | Ugo Humbert                 | 1. Runde        |
| 19. | Grigor Dimitrow             | Achtelfinale    |
| 20. | Alexei Popyrin              | 1. Runde        |
| 21. | Tomáš Macháč                | 2. Runde        |
| 22. | Flavio Cobolli              | Viertelfinale   |
| 23. | Jiří Lehečka                | 2. Runde        |
| 24. | Stefanos Tsitsipas          | 1. Runde        |
| 25. | Félix Auger-Aliassime       | 2. Runde        |
| 26. | Alejandro Davidovich Fokina | 3. Runde        |
| 27. | Denis Shapovalov            | 1. Runde        |
| 28. | Alexander Bublik            | 1. Runde        |
| 29. | Brandon Nakashima           | 3. Runde        |
| 30. | Alex Michelsen              | 1. Runde        |
| 31. | Tallon Griekspoor           | 1. Runde        |
| 32. | Matteo Berrettini           | 1. Runde        |

## Dameneinzel
Setzliste
In den ersten beiden Runden schieden bereits 17 der 32 gesetzten Spielerinnen aus.
| Nr. | Spielerin        | Erreichte Runde |
| --- | ---------------- | --------------- |
| 01. | Aryna Sabalenka  | Halbfinale      |
| 02. | Coco Gauff       | 1. Runde        |
| 03. | Jessica Pegula   | 1. Runde        |
| 04. | Jasmine Paolini  | 2. Runde        |
| 05. | Zheng Qinwen     | 1. Runde        |
| 06. | Madison Keys     | 3. Runde        |
| 07. | Mirra Andrejewa  | Viertelfinale   |
| 08. | Iga Świątek      | Sieg            |
| 09. | Paula Badosa     | 1. Runde        |
| 10. | Emma Navarro     | Achtelfinale    |
| 11. | Jelena Rybakina  | 3. Runde        |
| 12. | Diana Schneider  | 2. Runde        |
| 13. | Amanda Anisimova | Finale          |
| 14. | Elina Switolina  | 3. Runde        |
| 15. | Karolína Muchová | 1. Runde        |
| 16. | Darja Kassatkina | 3. Runde        |

| Nr. | Spielerin              | Erreichte Runde |
| --- | ---------------------- | --------------- |
| 17. | Barbora Krejčíková     | 3. Runde        |
| 18. | Jekaterina Alexandrowa | Achtelfinale    |
| 19. | Ljudmila Samsonowa     | Viertelfinale   |
| 20. | Jeļena Ostapenko       | 1. Runde        |
| 21. | Beatriz Haddad Maia    | 2. Runde        |
| 22. | Donna Vekić            | 2. Runde        |
| 23. | Clara Tauson           | Achtelfinale    |
| 24. | Elise Mertens          | Achtelfinale    |
| 25. | Magdalena Fręch        | 1. Runde        |
| 26. | Marta Kostjuk          | 1. Runde        |
| 27. | Magda Linette          | 1. Runde        |
| 28. | Sofia Kenin            | 2. Runde        |
| 29. | Leylah Fernandez       | 2. Runde        |
| 30. | Linda Nosková          | Achtelfinale    |
| 31. | Ashlyn Krueger         | 2. Runde        |
| 32. | McCartney Kessler      | 1. Runde        |

Bei den letzten neun Ausgaben gab es neun verschiedene Siegerinnen.

## Herrendoppel
Setzliste
| Nr. | Paarung                            | Erreichte Runde |
| --- | ---------------------------------- | --------------- |
| 01. | Marcelo Arévalo Mate Pavić         | Halbfinale      |
| 02. | Harri Heliövaara Henry Patten      | Viertelfinale   |
| 03. | Kevin Krawietz Tim Pütz            | Achtelfinale    |
| 04. | Marcel Granollers Horacio Zeballos | Halbfinale      |
| 05. | Julian Cash Lloyd Glasspool        | Sieg            |
| 06. | Joe Salisbury Neal Skupski         | Viertelfinale   |
| 07. | Simone Bolelli Andrea Vavassori    | 2. Runde        |
| 08. | Nikola Mektić Michael Venus        | 2. Runde        |

| Nr. | Paarung                           | Erreichte Runde |
| --- | --------------------------------- | --------------- |
| 09. | Christian Harrison Evan King      | 1. Runde        |
| 10. | Hugo Nys Édouard Roger-Vasselin   | Viertelfinale   |
| 11. | Sadio Doumbia Fabien Reboul       | 2. Runde        |
| 12. | Máximo González Andrés Molteni    | Achtelfinale    |
| 13. | Nathaniel Lammons Jackson Withrow | 1. Runde        |
| 14. | André Göransson Sem Verbeek       | 1. Runde        |
| 15. | Matthew Ebden John Peers          | 1. Runde        |
| 16. | Yuki Bhambri Robert Galloway      | Achtelfinale    |

## Damendoppel
Setzliste
| Nr. | Paarung                            | Erreichte Runde |
| --- | ---------------------------------- | --------------- |
| 01. | Kateřina Siniaková Taylor Townsend | Halbfinale      |
| 02. | Gabriela Dabrowski Erin Routliffe  | Viertelfinale   |
| 03. | Sara Errani Jasmine Paolini        | 2. Runde        |
| 04. | Hsieh Su-wei Jeļena Ostapenko      | Finale          |
| 05. | Mirra Andrejewa Diana Schneider    | Achtelfinale    |
| 06. | Asia Muhammad Demi Schuurs         | 2. Runde        |
| 07. | Ljudmyla Kitschenok Ellen Perez    | Achtelfinale    |
| 08. | Weronika Kudermetowa Elise Mertens | Sieg            |

| Nr. | Paarung                                     | Erreichte Runde |
| --- | ------------------------------------------- | --------------- |
| 09. | Tereza Mihalíková Olivia Nicholls           | 1. Runde        |
| 10. | Tímea Babos Luisa Stefani                   | Viertelfinale   |
| 11. | Beatriz Haddad Maia Laura Siegemund         | Achtelfinale    |
| 12. | Jiang Xinyu Wu Fang-hsien                   | 2. Runde        |
| 13. | Irina Chromatschowa Fanny Stollár           | Achtelfinale    |
| 14. | Jekaterina Alexandrowa Zhang Shuai          | Achtelfinale    |
| 15. | Nicole Melichar-Martinez Ljudmila Samsonowa | Achtelfinale    |
| 16. | Caroline Dolehide Sofia Kenin               | Viertelfinale   |

## Mixed
Setzliste
| Nr. | Paarung                        | Erreichte Runde |
| --- | ------------------------------ | --------------- |
| 01. | Harri Heliövaara Anna Danilina | 1. Runde        |
| 02. | Marcelo Arévalo Zhang Shuai    | Halbfinale      |
| 03. | Andrea Vavassori Sara Errani   | Achtelfinale    |
| 04. | Evan King Taylor Townsend      | Achtelfinale    |

| Nr. | Paarung                          | Erreichte Runde |
| --- | -------------------------------- | --------------- |
| 05. | Nikola Mektić Gabriela Dabrowski | 1. Runde        |
| 06. | Michael Venus Erin Routliffe     | 1. Runde        |
| 07. | Kevin Krawietz Ellen Perez       | 1. Runde        |
| 08. | Mate Pavić Tímea Babos           | Halbfinale      |

   Sieg:  Sem Verbeek /  Kateřina Siniaková

## Junioreneinzel
Setzliste
| Nr. | Spieler                | Erreichte Runde |
| --- | ---------------------- | --------------- |
| 01. | Andrés Santamarta Roig | 2. Runde        |
| 02. | Jacopo Vasami          | Achtelfinale    |
| 03. | Mees Röttgering        | Achtelfinale    |
| 04. | Jagger Leach           | 2. Runde        |
| 05. | Niels McDonald         | 2. Runde        |
| 06. | Iwan Iwanow            | Sieg            |
| 07. | Benjamin Willwerth     | Viertelfinale   |
| 08. | Jack Kennedy           | Achtelfinale    |

| Nr. | Spieler                       | Erreichte Runde |
| --- | ----------------------------- | --------------- |
| 09. | Yannick Theodor Alexandrescou | 2. Runde        |
| 10. | Ryo Tabata                    | 1. Runde        |
| 11. | Oskari Paldanius              | Achtelfinale    |
| 12. | Aleksandar Wassilew           | Halbfinale      |
| 13. | Max Schönhaus                 | Halbfinale      |
| 14. | Alan Ważny                    | Viertelfinale   |
| 15. | Timofei Derepasko             | Achtelfinale    |
| 16. | Ämir Omarchanow               | 1. Runde        |

## Juniorinneneinzel
Setzliste
| Nr. | Spielerin          | Erreichte Runde |
| --- | ------------------ | --------------- |
| 01. | Emerson Jones      | Viertelfinale   |
| 02. | Hannah Klugman     | Viertelfinale   |
| 03. | Lilli Tagger       | Viertelfinale   |
| 04. | Kristina Penickova | 2. Runde        |
| 05. | Teodora Kostović   | Viertelfinale   |
| 06. | Julieta Pareja     | Finale          |
| 07. | Mika Stojsavljevic | 1. Runde        |
| 08. | Luna Vujović       | 1. Runde        |

| Nr. | Spielerin            | Erreichte Runde |
| --- | -------------------- | --------------- |
| 09. | Jana Kovačková       | 2. Runde        |
| 10. | Julia Stusek         | 2. Runde        |
| 11. | Jeline Vandromme     | 1. Runde        |
| 12. | Alena Kovačková      | 2. Runde        |
| 13. | Charo Esquiva Bañuls | Achtelfinale    |
| 14. | Luna María Cinalli   | 2. Runde        |
| 15. | Zhang Ruien          | Ruien           |
| 16. | Rossiza Dentschewa   | Dentschewa      |

   Sieg:  Mia Pohánková

## Juniorendoppel
Setzliste
| Nr. | Paarung                              | Erreichte Runde |
| --- | ------------------------------------ | --------------- |
| 01. | Andrés Santamarta Roig Max Schönhaus | Viertelfinale   |
| 02. | Timofei Derepasko Jacopo Vasamì      | 1. Runde        |
| 03. | Jamie Mackenzie Niels McDonald       | 1. Runde        |
| 04. | Oskari Paldanius Alan Ważny          | Sieg            |

| Nr. | Paarung                              | Erreichte Runde |
| --- | ------------------------------------ | --------------- |
| 05. | Keaton Hance Jack Kennedy            | 1. Runde        |
| 06. | Pierluigi Basile Aleksandar Wassilew | Achtelfinale    |
| 07. | Noah Johnston Benjamin Willwerth     | Achtelfinale    |
| 08. | Oliver Bonding Jagger Leach          | Finale          |

## Juniorinnendoppel
Setzliste
| Nr. | Paarung                                | Erreichte Runde |
| --- | -------------------------------------- | --------------- |
| 01. | Hannah Klugman Mika Stojsavljevic      | Achtelfinale    |
| 02. | Emerson Jones Jeline Vandromme         | Viertelfinale   |
| 03. | Alena Kovačková Jana Kovačková         | Halbfinale      |
| 04. | Victoria Luiza Barros Teodora Kostović | Achtelfinale    |

| Nr. | Paarung                                     | Erreichte Runde |
| --- | ------------------------------------------- | --------------- |
| 05. | Thea Frodin Julieta Pareja                  | Finale          |
| 06. | Charo Esquiva Bañuls Nellie Taraba Wallberg | Viertelfinale   |
| 07. | Mia Pohánková Luna Vujović                  | Achtelfinale    |
| 08. | Kristina Penickova Vendula Valdmannová      | Sieg            |

## Herreneinzel-Rollstuhl
Setzliste
| Nr. | Spieler             | Erreichte Runde |
| --- | ------------------- | --------------- |
| 01. | Tokito Oda          | Sieg            |
| 02. | Alfie Hewett        | Finale          |
| 03. | Martín de la Puente | Halbfinale      |
| 04. | Gustavo Fernández   | Halbfinale      |

## Dameneinzel-Rollstuhl
Setzliste
| Nr. | Spielerin      | Erreichte Runde |
| --- | -------------- | --------------- |
| 01. | Yui Kamiji     | Finale          |
| 02. | Aniek van Koot | 1. Runde        |
| 03. | Li Xiaohui     | 1. Runde        |
| 04. | Wang Ziying    | Sieg            |

## Herrendoppel-Rollstuhl
Setzliste
| Nr. | Paarung                              | Erreichte Runde |
| --- | ------------------------------------ | --------------- |
| 01. | Alfie Hewett Gordon Reid             | Finale          |
| 02. | Martín de la Puente Ruben Spaargaren | Sieg            |

## Damendoppel-Rollstuhl
Setzliste
| Nr. | Paarung                    | Erreichte Runde |
| --- | -------------------------- | --------------- |
| 01. | Manami Tanaka Zhu Zhenzhen | Viertelfinale   |
| 02. | Li Xiaohui Wang Ziying     | Sieg            |

## Quadeinzel
Setzliste
| Nr. | Spieler      | Erreichte Runde |
| --- | ------------ | --------------- |
| 01. | Niels Vink   | Sieg            |
| 02. | Sam Schröder | Finale          |

## Quaddoppel
Setzliste
| Nr. | Paarung                   | Erreichte Runde |
| --- | ------------------------- | --------------- |
| 01. | Guy Sasson Niels Vink     | Sieg            |
| 02. | Ahmet Kaplan Sam Schröder | Halbfinale      |

## Wimbledon eChamps
Die International Tennis Federation (ITF) hatte 2021 eine neue E-Sport-Initiative ins Leben gerufen, an der sich auch die Veranstalter in Wimbledon beteiligten. Ein E-Turnier fand vom 9. Juni bis zum 19. Juli statt. Bei der diesjährigen Ausgabe wurde neben dem PlayStation-5-Spiel TopSpin 2K25 auch das Spiel Tennis Clash präsentiert. Auf jeder Plattform wurde ein Wimbledon-eChampion gekrönt.
Die Wimbledon eChamps fanden in zwei Phasen statt:
- Die Phase 1 bestand aus der Qualifikation: Ab dem 9. Juni durften Tennis-Clash- und TopSpin-2K25-Spieler mit einem PS-Plus-Abonnement und einem Exemplar des PS5-Spiels auf ihren jeweiligen Plattformen am Wettbewerb teilnehmen und sich in der Rangliste nach oben arbeiten. Die Qualifikation stand Spielern über 18 Jahren aus Großbritannien, Frankreich, Deutschland, Italien, Spanien, Mexiko, Kanada und den USA offen. Aus 300.000 Teilnehmern gingen die 16 Finalisten  hervor.
- In Phase 2 wurden die Finals ausgespielt: Die besten Spieler der Qualifikation für Tennis Clash und TopSpin 2K25 wurden eingeladen, am 18. und 19. Juli 2025 live im All England Club teilzunehmen. Die Sieger des Turniers auf den jeweiligen Plattformen gewannen ein Wochenende in London inklusive Tickets für die Championships und das British-Summer-Time-Musikfestival.[7] Sieger im TopSpin 2K25 wurde der Franzose Jules Garouste, im Tennis Clash der Italiener Victor Ionescu.[8]

## Einladungswettbewerbe
Es werden Einladungsturniere mit ehemaligen Topspielern durchgeführt. Sie fanden in der zweiten Wimbledon-Woche statt. Das Turnier begann im Round-Robin-Format, bevor ab dem Halbfinale im Knock-out-System gespielt wurde.
- Herren-Einladungsdoppel (8 Paare, Round Robin, zwei Vierergruppen)[9] Mike Bryan und Bob Bryan siegten.
- Damen-Einladungsdoppel (8 Paare, Round Robin, zwei Vierergruppen)[10] Es siegte Martina Hingis mit Cara Black.
- Mixed-Einladungswettbewerb (8 Paare, Round Robin, zwei Vierergruppen)[11] Es siegte das Team Thomas Johansson und Katie O’Brien.

## Nachwuchswettbewerbe
Nachwuchswettbewerbe für Kinder und Jugendliche unter 14 Jahren wurden durchgeführt.
- Mädchen-Einzel, U14 (16 Teilnehmerinnen, Round Robin, vier Vierergruppen)[12] Die Japanerin Sakino Miyazawa siegte.
- Jungen-Einzel, U14 (16 Teilnehmer, Round Robin, vier Vierergruppen)[13] Der Österreicher Moritz Freitag siegte.

## Trauer
In der Nacht auf Donnerstag, den 3. Juli 2025, verstarben bei einem Autounfall die portugiesischen Fußballspieler Diogo Jota und sein Bruder André Silva. Francisco Cabral, Landsmann der tödlich verunglückten Portugiesen, trug während seines Doppelmatches am Freitag eine schwarze Schleife in Gedenken an den Nationalspieler am Ärmel. Die Veranstalter von Wimbledon hatten nach der bewegenden Nachricht am Donnerstag ihre strengen Kleiderregeln gelockert und Zeichen der Trauer erlaubt.

## Gedenkminute
In Gedenken an die Terroranschläge am 7. Juli 2005 in London, einer Serie von islamistischen Selbstmordattentaten mit 52 Todesopfern und über 700 Verletzten, fand zu Beginn des Tennistags am 7. Juli 2025 eine Schweigeminute statt.